# Ruy Cinatti
Ruy Cinatti Vaz Monteiro Gomes GCIH (Londres, 8 de março de 1915 — Lisboa, 12 de outubro de 1986) foi um poeta, antropólogo e agrónomo português.

## Biografia
Em 1917, Hermínia Celeste, mãe do poeta, morre, e o filho recolhe todas as suas recordações em Nós não somos deste mundo, 1941. Já o pai, António Vaz Monteiro Gomes parte para os Estados Unidos, enquanto o filho fica entregue aos cuidados do avô materno, Demétrio Cinatti, em Lisboa.

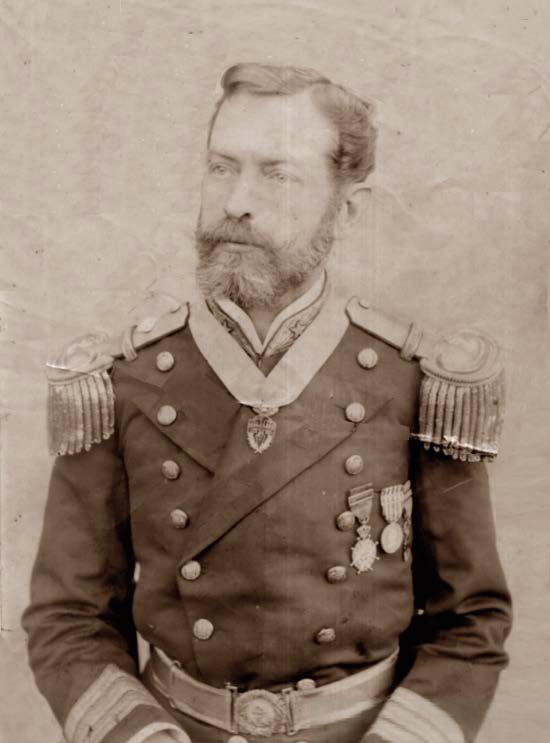
Demétrio Cinatti

Demétrio Cinatti era de origem toscana, mantendo, por isso, um ambiente oriental em casa, que o poeta um dia identifica como a origem da sua atração pelo Oriente. Casou com Maria de Jesus Homem de Carvalho de ascendência chinesa - a quem o poeta deve os tão orgulhosos traços orientais da sua fisionomia.
Ruy, aos 7 anos de idade, fica entregue aos cuidados dos avós paternos quando Demétrio morre. É, então, colocado como aluno interno no Instituto dos Pupilos do Exército. As suas férias eram passadas na quinta dos Monteiros Gomes, onde fantasiava ser um explorador de países tropicais.
Em 1925 dá-se o regresso do seu pai dos Estados Unidos da América. António Monteiro Gomes regressa a Portugal casado em segundas núpcias e com uma filha, meia-irmã de Cinatti. Este regresso foi o início dum período de tensões e conflitos entre pai e filho que haviam de terminar de forma violenta no termo do curso secundário do poeta. Com uma decisão em mente, após a conclusão dos estudos secundários, Cinatti quer estudar Agronomia, para desilusão do pai que queria que o filho ingressasse na Marinha. Em setembro de 1934, António Moreira Gomes coloca um ultimato ao filho: se não fizesse a sua vontade não poderia voltar à casa paterna. Cinatti inscreve-se no Instituto Superior de Agronomia da Universidade Técnica de Lisboa e volta a residir com o avó.
Participou no 1º Cruzeiro de Férias às Colónias Portuguesas de África Ocidental no fim do seu primeiro ano de Universidade. Visitou ilhas como as de São Tomé e Príncipe e viu neles tudo o que sempre sonhou serem as ilhas do Mar do Sul. Toda esta experiência deu origem a uma pequena obra-prima, O conto de Ossobó, 1936.
Passado alguns anos, o poeta começa a desenvolver uma saudade profunda pela mãe, Hermínia, já falecida, ao mesmo tempo que se insurgia contra as ondas de violência que se abatiam sobre o Mundo. Foi a época que despertou para a poesia pois, a Guerra Civil Espanhola, a Segunda Guerra Mundial e a polarização ideológica crescente nos meios intelectuais portugueses levaram-no a protestar em formas que culminaram no lançamento, com Tomás Kim e José Blanc de Portugal, da primeira série dos Cadernos de Poesia, 1940. Ainda na década de 40 colabora na revista Panorama lançada pelo Secretariado de Propaganda Nacional e na revista luso-brasileira Atlântico.

### Timor
De 1946 a 1947 e de 1951 a 1955 viveu em Timor, estabelecendo fortes laços com a população local. Elaborou uma tese de licenciatura, através da Junta de Investigações do Ultramar, dividindo-a em dois livros: Explorações Botânicas em Timor e Reconhecimento Preliminar das Formações Florestais no Timor Português.
Na ilha o poeta mostrou-se frustrado pela sua incapacidade de fazer frente aos atentados da Natureza e a algumas injustiças contra a população Indígena. Pelo seu visível amor à ilha Timorense, Cinatti apontou alguns critérios com vista na necessidade de centrar o desenvolvimento na pessoa humana, de respeitar os recursos naturais e de devolver à comunidade Timorense a responsabilidade pelo seu próprio destino. Mas com pouco ou mesmo nenhum efeito, foi doloroso, para o poeta, observar a destruição do Ecossistema e o desprezo pela cultura Timorense. Desiludido, partiu de Timor em 1955.
De regresso a Portugal, aos quarenta anos, sentia a necessidade de voltar àquele território. Tendo, com o seu relato das várias regularidades que lá se passavam, conseguido que se tivessem posto termo a várias injustiças. Porém, o poeta decide rever opções, deitando contas à vida. O seu terceiro livro de poesia, O livro do nómada meu amigo (1958), dá conta desta experiência, que apenas numa leitura atenta se consegue dar conta das angústias que o poeta realmente atravessou.
A Cinatti já não lhe interessava intervir em Timor a nível territorial, mas sim cultural, pois afirmava que a exploração dos recursos em Timor iria destruir o seu Ecossistema e deixaria a população sem recursos para si própria. A nível pessoal, optou por uma nova estratégia. Pediu a integração como investigador na Junta de Investigações do Ultramar e, uma vez aceite, candidatou-se a um curso de Antropologia Cultural na Universidade de Oxford. Apoiado no prestígio do seu currículo, Cinatti tentava afirmar-se como advogado dos Timorenses no do poder de Lisboa. Todavia, devido às várias guerras em África tornou-se quase impossível que a voz do poeta fosse notada por uma causa num país tão pequeno. Cinatti foi chamado de irrealista e várias vezes marginalizado a nível profissional. Devido ao caso, em 1966, Cinatti sofre uma profunda crise psicológica, que narra em Manhã imensa (1984). A sua última ida a Timor ocorre no ano de 1966, data a partir da qual é proibido de lá voltar por Salazar.
No entanto, durante essa depressão, Cinatti emerge na sua alma de poeta e em quatro anos, organiza treze livros de poesia.
Em 1974, viu-se entusiasmado pela Revolução de 25 de abril, no entanto, a invasão em Timor pela Indonésia, nos finais de 1975, deixam-no de novo abalado. Foram, de novo, a poesia e a religião que o conduziram através desta fase.
Nos seus últimos anos de vida, Ruy Cinatti, teve o prazer de ver a sua obra apreciada por uma geração de críticos e poetas. Viveu então, em paz consigo mesmo.
A 10 de Junho de 1992 foi agraciado a título póstumo com a Grã-Cruz da Ordem do Infante D. Henrique.

## Algumas obras publicadas

### Poesia
- Nós não somos deste mundo. Lisboa, 1941.

Reeditado: Lisboa, Ática, 1960
- Anoitecendo, a vida recomeça. Lisboa, 1942.
- Poemas escolhidos. Lisboa, Gráfica Boa Nova, 1951. Prefácio de Alberto de Lacerda.
- O livro do nómada meu amigo. Ilustrações de Hansi Stael. Lisboa, Guimarães Editores, 1958.

Reeditado: Lisboa, Guimarães Editores, 1966; Lisboa, Guimarães & Cª, 1966.
- Sete septetos. Lisboa, Guimarães Editores, 1967.
- O tédio recompensado. Lisboa, Guimarães Editores, 1968.
- Uma sequência timorense. Braga, Pax, 1970.
- Memória descritiva. Lisboa, Portugália, 1971.
- Conversa de rotina. Lisboa, Sociedade de Expansão Cultural, 1973.
- Cravo singular. Lisboa, 1974.
- Timor - Amar. Lisboa, 1974.
- Import-Export. Lisboa, 1976.
- 56 poemas. Lisboa, A Regra do Jogo, 1981

Reeditado: Lisboa, Relógio de Água, 1992. ISBN 972-708-183-5
- Manhã imensa. Lisboa, Assírio e Alvim, 1984.

Reeditado: Lisboa, Assírio & Alvim, 1997. ISBN 972-37-0087-5
- Antologia poética. Lisboa, Presença, 1986. Posfácio de Joaquim Manuel Magalhães
- Obra poética. Lisboa, Imprensa Nacional-Casa da Moeda, 1992. Organização e prefácio de Fernando Pinto do Amaral. ISBN 972-27-0513-X
- Corpo - alma. Lisboa, Presença, 1994. Prefácio de Peter Stilwell. ISBN 972-23-1839-X
- Tempo da cidade. Lisboa, Presença, 1996. Prefácio de Peter Stilwell. ISBN 972-23-2097-1
- Um cancioneiro para Timor. Lisboa, Presença, 1996. Prefácio de Jorge Dias. ISBN 972-23-2119-6
- Archeologia ad usum animae.[6] Lisboa, Presença, 2000. Organização de Peter Stilwell. Posfácio de Jorge Fazenda Lourenço. ISBN 972-23-2669-4

### Sobre Timor
- Esboço histórico do sândalo no Timor português. Lisboa, Ministério das Colónias, Junta de Investigações Coloniais, 1950.
- Explorações botânicas em Timor. Lisboa, Ministério das Colónias, Junta das Investigações Coloniais, 1950.
- Reconhecimento preliminar das formações florestais no Timor português. Lisboa, Ministério das Colónias, 1950.
- Brevíssimo tratado da província de Timor. Lisboa, 1963. Separata da Revista Shell 346.
- Useful plants in portuguese Timor: an historical survey. Coimbra, Gráfica de Coimbra, 1964. Separata do vol. I das Actas do V Colóquio Internacional de Estudos Luso-Brasileiros
- Alguns aspectos de mudança social no Timor Português. Lisboa, 1975. Separata de In Memoriam António Jorge Dias.
- Motivos artísticos timorenses e a sua integração. Desenhos de Fernando Galhano. Lisboa, Instituto de Investigação Científica Tropical, 1987.
- Arquitectura timorense. Lisboa, Instituto de Investigação Científica Tropical, Museu de Etnologia, 1987.

Com Leopoldo de Almeida e Sousa Mendes.

### Sobre as colónias portuguesas em África
- Impressões de uma viagem pelos territórios portugueses da África Ocidental. Lisboa, Tipografia Portugal Novo, 1936. Separata da Revista Agros, 5.
- Lembranças para S. Tomé e Príncipe: 1972. Évora, Instituto Universitário de Évora, 1979.

## Prémios
- Prémio Antero de Quental (1958)
- Prémio Nacional de Poesia (1968)
- Prémio Camilo Pessanha (1971)
- Prémio P.E.N. Clube Português de Poesia (1982)